# Cinuria del Norte
Cinuria del Norte  o Vóreia Kynouría (en griego: Βόρεια Κυνουρία) es un municipio  en Arcadia, Grecia. En la parte este de la unidad regional, entre las costas del noroeste del Golfo Argólico  y el norte de Laconia. Su superficie territorial es de 576.981 km². Su población es de 10,341 (censo del 2011). La sede municipal se encuentra en Astros (pob. 2,408). Sus pueblos o aldeas más grandes son Ágios Andréas (pob. 1,065), Paralio Astros (1,043), Doliana (846), Ágios Pétros (717), Meligoú (684), Korakovoúni (659), Prastós (336) y Kastrí (335).

## Subdivisiones
El municipio está dividido en 26 comunidades:
- Agia Sofia
- Agios Andreas (Agios Andreas, Arkadiko Chorio, Paralia Agiou Andreou)
- Agios Georgios (Aetochori, Vathia, Melissi)
- Agios Petros (Agios Petros, Moni Malevis, Xirokampi)
- Astros (Astros, Agios Ioannis, Agios Stefanos, Varvogli, Iera Moni Loukous, Chantakia)
- Charadros (Charadros, Agioi Asomatoi)
- Doliana (Ano Doliana, Dragouni, Kato Doliana, Kouvlis, Prosilia, Rounaiika)
- Elatos
- Karatoulas Kynourias
- Kastanitsa
- Kastri
- Korakovouni (Korakovouni, Neochori, Oreino Korakovouni)
- Koutroufa
- Meligou (Oreini Meligou, Agia Anastasia, Portes, Cheimerini Meligou)
- Mesorrachi
- Nea Chora
- Oria
- Paralio Astros
- Perdikovrysi
- Platana
- Plátanos
- Prastos (Prastos, Agios Panteleimon, Moni Eortakoustis)
- Sitaina
- Stolos (Stolos, Fountoma)
- Vervena (Vervena, Kato Vervena)
- Xiropigado (Xiropigado, Metamorfosi, Plaka)